# إينوياشا (أنمي)
إينوياشا (باليابانية: 犬夜叉، بالروماجي: Inuyasha) هي سلسلة مانغا مغامرات وإثارة يابانية من تأليف ورسم روميكو تاكاهاشي. يتكون المسلسل من جزئين الجزء الأول 167 حلقة والجزء الثاني 26 حلقة، مدة الحلقة 24 دقيقة، تم إنتاجها بواسطة شركة سنرايز اليابانية عام 2000، عرض على قناة يوميأوري واستمر بثه في اليابان لعام 2004. اسم إينوياشا مكون من كلمتين، إينو وتعني كلب وياشا وتعني وحش، فيصبح معنى اسمه الكلب العفريت. دبلج المسلسل للعربية باسم (إينيوشا) ودبلجت 52 حلقة فقط وعرض على قناة سبيس باور عام 2008 ولاحقا على قناة سبيس تون عام 2015 ( بعد إغلاق قناة سبيس باور)

## القصة
تدور أحداث المسلسل حول إينوياشا، نصف شيطان والذي يبحث عن الجوهرة المقدسة أو (الشيكو نو تاما) التي تزيد من قوة الوحوش عند امتلاكها. وكاغومي طالبة في المدرسة ذات الخمسة عشر عاما التي تعيش مع عائلتها في معبد بجواره شجرة عمرها ألف سنة في مدينة طوكيو. يعيش كل من انوياشا وكاغومي في عصرين مختلفين، فكاغومي تعيش في العصر الحديث بتطوراته اما انوياشا فيعيش في عصر الحروب في اليابان القديمة.
تبدأ القصة عندما يسرق انوياشا الجوهرة المقدسة ليتحول إلى شيطان كامل لكن كيكيو حارسة الجوهرة توقفه بسهم يختم انيوشا على شجرة، فيستعيد السكان الجوهرة ومن ثم تتوفى كيكيو، يقوم السكان بعدها باحراق الجوهرة مع جسد كيكيو (و بهذا تموت كيكو المرة الأولى).
في العصر الحديث تدخل كاغومي إلى حجرة البئر المجاور لبيتها فتُسحب إلى داخل البئر بواسطة وحش وبذلك تنتقل إلى عصر آخر سابق لعصرها. هناك ظن أهل قرية كايدي انها وحش أو جاسوسة للقرى الأخرى، لكنهم تأكدوا من برائتها عندما لاحظوا الشبه بينها وبين كيكو التي توفت قبل خمسين سنة فأخذوا فكرة أنها نسخة لها. فتعرفت كاغومي على سكان القرية ومنهم الكاهنة العجوز كايداي أخت كيكو الصغرى.
في خضم أحداث البداية تتعرض كاغومي للهجوم للمرة الثانية من قبل الوحش فلا تجد يدا إلا من تحرير انوياشا من السهم الذي وضع عليه قبل خمسين سنة بنزع السهم المغروز في كتفه. تسبب الوحش في جرح جانب كاغومي فتخرج منها الجوهرة المقدسة التي لم تكن كاغومي تعرف عنها شيئا. يتمكن انوياشا من مساعدة كاغومي وأهل القرية في التخلص من الوحش.
في خضم الأحداث يقوم غراب شيطاني يسرقة الجوهرة (التي خرجت من جسد كاجومي) وابتلاعها فتقوم كاجومي بإطلاق السهم على الغراب فتقضي عليه وتتكسر الجوهرة إلى أجزاء متفرقة، فيتعاون إنيوشا وكاجومي على جمع أجزاء الجوهرة كي لا تقع في يد الأشرار.
وهناك سيشومارو، أخ انيوشا الأكبر اللذي يريد أخذ سيف إنيوشا ويتعارك معه دائما.
وهناك شيبو اللذي سينضم إلى انيوشا وكاجومي.
وأيضا ستعود كيكيو للحياة.
وهناك ميراكو اللذي سينضم إلى انيوشا وكاجومي وشيبو.
وهناك سانجو اللتي ستنضم إلى انيوشا وكاجومي وشيبو وميراكو، وبهذا يكتمل الفريق.
وأيضا كيرارا، القطة الشيطانية ورفيقة سانجو، ستنضم إلى الفريق.
وهناك كوجا الذئب الشيطاني اللذي يقع في حب كاجومي.
وهناك ناراكو رأس الشر وعدوهم اللدود.

## الشخصيات
| شخصيات إينوياشا | شخصيات إينوياشا | شخصيات إينوياشا | شخصيات إينوياشا |
| الاسم           | الصورة          | تعريف | صورة أخرى       |
| --------------- | --------------- | --- | --------------- |
| إينوياشا        |                 | نصف شيطان ونصف انسان بأذني كلب. يبحث عن جوهرة الشيكون نو تاما لزيادة قوته ليتحول إلى شيطان كامل. يعيش في الغابة، ويحارب الوحوش الأخرى، يقع انيوشا وكيكيو في حب بعضها البعض فتخطط كيكيو لأن تعطي الجوهرة إلى انيوشا ليصبح انسانا ويعيش معها فيوافق انيوشا، لكن ناراكو دبر مكيدة لكيكيو ولانيوشا ليكرها بعضهما البعض (فتنكر ناراكو بهيئته فيقوم بمهاجمة كيكيو)، فتقوم كيكيو بإطلاق السهم عليه ليتعلق بالشجرة، وبعد خمسين سنة تنزع كاجومي السهم فيستيقظ إينوياشا. عنده قوة كبيرة لكنه يتصرف مثل الصغار غالبا. إينوياشا يحب كلا الفتاتين كيكيو وكاجومي. سلاحه: سيف يدعى (التتسايجا). إينوياشا اسمه في الدبلجة العربية: (إينيوشا). |                 |
| كاجومي          |                 | طالبة في المدرسة المتوسطة تعيش العصر الحاضر مع عائلتها. انتقلت إلى عصور اليابان الوسطى من خلال البئر في حديقة معبد هيغُراشي لتلتقي بإينوياشا. تمتلك قوة خاصة تتمثل في قدرتها على استعمال الجوهرة المقدسة، وهي نسخة روحية لكيكو، وهي ترى أجزاء جوهرة الشيكون نو تاما، تتعاون كاجومي مع إينوياشا في جمع أجزاء الجوهرة، كما انها ستقع في حب انيوشا. سلاحها القوس والسهم. |                 |
| شيبو            |                 | ثعلب شيطاني صغير، قتل والدية على يدي أخوة الرعد، فقتلهم أن انتقاما لوالدي شيبو، بعدها ينضم شيبو إلى انيوشا وكاجومي، له القدرة على التحول إلى كرة ضخما طائرة. سلاحه ألعاب |                 |
| ميراكو          |                 | راهب منحرف، تلقى لعنة من ناراكو وصار له ثقب في يده، انضم إلى انيوشا وكاجومي وشبيو للقضاء على ناراكو ليزول عنه اللعنة اللتي توارثها من جده (لأن ناراكو ألقى اللعنى على جد ميراكو ثم انتقلت إلى أبيه ثم إليه). سلاحه ثقب في يده يبتلع أي شيء يسحب إليه يدعى (كازانا). |                 |
| سانجو           |                 | قاتلة شياطين وأخت كوهاكو الكبرى وصاحبة القطة الشيطانية كيرارا، خطط ناراكو لقتل والدها وسكان قريتها وأخاها، وخدعها بأن انيوشا هو الفاعل، عندما تكتشف أن ناراكو خدعها ستنضم إلى انيوشا وكاجومي وشيبو وميراكو للقضاء على ناراكو انتقاما لقبيلتها ولتنقذ أخاها كوهاكو من سيطرته (اللذي عاد للحياة بواسطة الجوهرة من ناراكو)، تقع سانجو لاحقا في حب ميراكو. سلاحها كيد (البمرنج) ضخم ويدعى (هيرايكوتسو). |                 |
| كيكيو           |                 | أخت كايدي الكبرى، كاهنة وحارسة جوهرة شيكون نو تاما وذات قوة روحية خارقة، تحب انيوشا ولكن ناراكو دبر مكيدة لها ولانيوشا ليكرها بعضهما البعض تطلق كيكيو سهم على انيوشا وتختمه على الشجرة، تموت كيكيو على أثر جرح ناراكو (بهيئة انيوشا) ثم ترجع للحياة مرة أخرى بواسطة مشعوذة. سلاحها سهم وقوس. |                 |
| سيشومارو        |                 | شيطان كامل قوي جدا وأخ إينوياشا الأكبر غير الشقيق، لديه تابع مخلص يدعى (جاكن)، يتعارك دائما مع شقيقة الاصغر وذلك لأنه يريد سيف والده الذي لدى اينيوشا ويدعى (تتسايجا)، في المعركة الأولى مع إنيوشا تحول إلى كلب شيطاني عملاق وقام انيوشا بقطع يده، سيشومارو يمتلك سيفا أخرا من والده يدعى (تنسيقا) وله القدرة على إحياء الموتى يستخدمه على رين لإعادتها للحياة. سلاحه سيف يدعى (توكاجن). |                 |
| كوجا            |                 | زعيم مجموعة الذئاب، هو ذئب شيطاني يبحث عن أجزاء الجوهرة، يقع في حب كاجومي، يمتلك جزئين من الجوهرة في ساقيه، يخطط للقضاء على ناراكو انتقاما لقبيلته. ودائما يتشاجر مع إينوياشا. |                 |
| كايدي           |                 | أخت كيكيو الصغرى وكاهنة القرية، عجوز حكيمة وهي قامت بوضع حلق على عنق إنيوشا لتتمكن كاجومي من إخضاعه بكلمة (اجلس). |                 |
| ميوغا           |                 | برغوث شيطاني ودائما ينصح انيوشا، يعرف والد إنيوشا، صغير الحجم وجبان ويحب امتصاص الدم دائما، ويهرب اذا وقع الخطر. |                 |
| كيرارا          |                 | قطة شيطانية وحيوان سانجو الاليف وهي تساعدها في المعارك، كيرارا صغيرة الحجم لكنها تتحول إلى حجم كبير عند القتال. اسمها في الدبلجة العربية: كيارا. |                 |
| كوهاكو          |                 | أخ سانجو الأصغر، قتل بسبب مكيدة من ناراكو، لكن يعود للحياة بسبب الجوهرة التى وضعها ناراكو على ظهره ويصبح تحت سيطرة ناراكو. |                 |
| ناراكو          |                 | شيطان يريد جمع أجزاء الجوهرة. ويعود ماضيه إلى لص يدعى اونيجومو وهو شرير جسده محروق ولا يستطيع الحركه تقوم كيكيو بمساعدته وعلاجه رغم معرفتها ان موته أفضل له، احب اونيجومو كيكيو وطمع في الشيكون فسمح للوحوش بأخذ جسده مقابل الحصول على كيكيو والشيكون ولكن الوحوش تحكمت به وولد ناراكو الشرير. |                 |
| كانا            |                 | جزء من ناراكو وتكونت منه، أخت كاجورا، تابعة لناراكو وهي مخلصا له، فتاة هادئة ولاتتكلم إلا قليل. سلاحها مرأة. |                 |
| كاجورا          |                 | جزء من ناراكو ونكونت منه، وأخت كانا، تابعة لناراكو لكنها ليست مخلصا له. |                 |
| جاكن            |                 | شيطان قزم، وهو تابع سيشومارو المخلص. سلاحه عصا تنفث النار. |                 |
| رين             |                 | طفلة يتيمة وفقيرة، وجدت سيشومارو مصابا في الغابة وحاول مساعدته، تقتل بسبب الذئاب لكن سيشومارو يحييها بضربة سيفه المدعو (التنسيقا)، فتستيقظ وتلحق به وتصبح معه. |                 |
| توتوساي         |                 | شيطان صانع سيوف، وهو صانع سيف انيوشا وأيضا قام بصنع سيف سيشومارو. سلاحه نفث النار من فمه. |                 |
| سوتا            |                 | أخ كاجومي الأصغر، يعيش في العصر الحديث مع كاجومي. |                 |
| الأم هيجرشي     |                 | والدة كاجومي وسوتا، تعيش في العصر الحديث مع كاجومي. |                 |
| الجد هيجرشي     |                 | جد كاجومي وسوتا، يعيش في العصر الحديث مع كاجومي. |                 |

## الأفلام
هناك 4 أفلام لسلسلة إينوياشا

### إينوياشا: فاير أون ميستك أيلاند\ إنيوشا: حريق في الجزيرة الغامضة
| اسم الفيلم                          | سنة الإصدار | نبذة | غلاف الفيلم |
| ----------------------------------- | ----------- | --- | ----------- |
| Affections Touching Across Time     | 2001        | تدور احداث الفلم حول أحد الوحوش الذي قاتله والد (إنيوشا) وحبسه منذ 200 عام، ويدعى (مينومارو)، بعد ان تناثرت اجزاء (الجوهرة) في العالم، تحرر (مينومارو) من الحبس وعاد للعالم طالباً الإنتقام، الآن مع عودة (مينومارو) وأتباعه (هاري) و(روري) أصبح لـ انيوشا عدو جديد بغاية الخطورة، إذ يتم السيطرة على (كاجومي) وتقف ضد انيوشا في معركة تحاول فيها قتله، و تتم السيطرة على كيارة أيضاً |             |
| The Castle Beyond the Looking Glass | 2002        | يخوض انيوشا ورفاقه معركة حاسمة ضد عدوهم اللدود (ناراكو)و بجهود الجميع ينجحون بهزيمة (ناراكو)، وبذلك اختفى نفق الريح من على راحة يد (ميراكو)، ووجدت (سانجو) أخاها (كوهاكو)، لذلك ظن الجميع أنه حان الوقت لينعموا بحياة هانئة ولكن بسبب موت (ناراكو) قامت (كاجورا) و(كانا) بتحرير [اميرة القمرالشريرة] التي قد حبست بداخل [عالم المرايا] وتدعى (كاجويا) لأنها وكما ادعت قادرة على إعطاء (كاجورا) الحرية الأبدية، ولكن تتضح نواياها وهي رغبتها في إيقاف الزمن وجعل العالم يعيش في ليلٍ أبدي                                                     |             |
| Swords of an Honorable Ruler        | 2003        | في البداية يحكي هذا الفلم الاحداث التي وقعت عند ولادة (انيوشا). يظهر سيف شرير يسمى (سونجا) في العصر الحديث وهو السيف الثالث لوالد (انيوشا) والأكثر قوة من (التتسايجا) و(التنسيجا) هناك قوة عظيمة داخل (السونجا)، إن حمل إنسان هذا السيف فستكون نهاية العالم وتحاول قوة السيف الشريرة السيطرة على (انيوشا) ولكنه يبذل قصارى جهده لمقاومتها فيعيد إنيوشا السيف للعصر القديم، يتحرر إنيوشا من سيطرة السيف من خلال كاجومي، وبعد ذلك يتم إطلاق العنان لقوة (السونجا) المطلقة، واجب (انيوشا) الآن أن يتحد مع (سيشومارو) للقضاء على سيف (السونجا). |             |
| Fire on the Mystic Island           | 2004        | جزيرة غامضة كانوا فيها الوحوش و البشر يعيشون بسلام. إينوياشا ذهب إلى هناك مع كيكيو قبل 50 عاما، وعاد الآن مع كاجومي.تظهر فتاة غامضة تطلب من اينوياشا انقاذهم. ومع ذلك، عندما تظهر علامات غريبة على ظهر إنيوشا وسيشومارو، فإنهم يضطرون إلى القتال الذي لا يمكن ايقافه الا بالفوز |             |

## الدبلجة العربية

تضليل جبهة سيشومارو

قام مركز الزهرة بدبلجة انوياشا تحت مسمى إينيوشا وتم عرضه على قناة سبيس باور وسبيس تون، فقاموا بدبلجة 52 حلقة من أصل 167 حلقة، وجعلوا الحلقة 52 هي الأخيرة، أما مقدمة المسلسل ونهاية المسلسل فهي موسيقى نهاية الفلم الرابع بدون كلمات .
وقاموا بالتضليل كتضليل ساقي كاجومي وأيضا تضليل شعار القمر على جبهة سيشومارو، وأيضا تقطيع بعض المشاهد العارية مثل استحمام سانجو وكاجومي[في أية حلقة؟] وأيضا مشهد عودة كيكيو للحياة[في أية حلقة؟] حيث كانت عارية، وأيضا المشاهد الرومانسية مثل عناق انوياشا وكاجومي[في أية حلقة؟] وتقبيل كيكيو لإنوياشا[في أية حلقة؟]، وتحريف بعض النصوص
مثال:  في النسخة الأصلية يقمن كل من كاجومي وسانجو بضرب ميراكو وانوياشا لأن ميراكو وانوياشا نظروا إليهن يقمن بالإستحمام، ثم يقول ميراكو بعدها: كان منظرا جميلا.
في النسخة العربية: تم قطع مشهد استحمام سانجو وكاجومي، وجعلوا شيبو يضرب ميراكو وإينوياشا لكي لا يناما ثم يقول ميراكو لشيبو: أحييك يا صديقي فقد فعلت عين الصواب، (يعني ميراكو تم ضربه لانه نظر إلى الفتيات وليس اللذي ضربه شيبو لكي لا ينام).
الممثلون:

قبلة إينوياشا وكيكيو من المشاهد المحذوفة في النسخة العربية

| - عادل أبو حسون في دور إينوياشا - لمى الشمندي في دور كاجومي - مروان فرحات في دور سيشومارو - يحيى الكفري في دور ميوجا - رأفت بازو في دور ميراكو - سراب عباس في دور شيبو - فاتن عيدو في دور كيكيو - محمد خير أبو حسون في دور ناراكو - رائفة أحمد في دور كايدي - شهناز سليم في دور سانجو |  | - زياد الرفاعي في دور جاكن - أميرة حذيفي في دور رين وكاجورا وكاهوكو - أيمن السالك في دور توتوساي - أسيمة يوسف في دور يورا - نور بصمة جي في دور سوتا - إياس أبو غزالة في دور هيتن - سمر كوكش في دور مايو - رائد مشرف في دور كوجا - عدنان عبد الجليل في دور جد كاجومي - خلدون قاروط |

### طاقم العمل
| - الإعداد: نور جرجور، منصور أحمد مقدار - المراجعة: د.شفيق بيطار، عماد عكر - التدقيق اللغوي: رمضان أيوب - الترجمة: ملدا حجازي - المونتاج: سامر أبو حمد - المكساج: منار السمكري |  | - التترات: محمد القزة - المتابعة المالية: محمد حسان مهنا، عبد القادر نبهان - إدارة الإنتاج: رضوان حجازي - إنتاج وتوزيع: CARTOON STAR (ماهر الحاج ويس) - تنفيذ الدوبلاج: مركز الزهرة - الإشراف الفني: مأمون الرفاعي |

## إينوياشا الجزء الثاني InuYasha: Final Act
إينوياشا فاينال أكت: هو أنمي وتكملة لمسلسل إينوياشا وهو مكون من 26 حلقة عرض عام 2009 وانتهى عام 2010،
أهم الأحداث من المسلسل:
- موت كاجورا
- موت كانا
- انضمام كوهاكو إلى سيشومارو وجاكن ورين مؤقت
- موت كيكيو نهائيا
- ظهور ذراع جديدة لسيشومارو (بعد أن قطعها إينوياشا في حلقة 7 من الجزء الأول)
- تخرج كاجومي من الثانوية
- القضاء على ناراكو نهائيا
- عيش رين في قرية كايدي وتركها الترحال مع سيشومارو
- زواج إينوياشا وكاجومي
- وأيضا زواج ميراكو وسانجو
- وأيضا زواج كوجا وأيامي (و هي ثعلب شيطاني أنثى)
- اختفاء جوهرة (الشيكون نو تاما) للأبد و نهاية مسلسل إينوياشا بنهاية سعيدة بعودة كاغومي بعد ثلاث سنوات مضت .

معرض صور إينوياشا فاينال أكت

لحظات كاجورا الأخيرة
لحظات كانا الأخيرة
لحظات كيكيو الأخيرة
كوهاكو مع مجموعة سيشومارو
ظهور ذراع جديدة لسيشومارو
لحظات ناراكو الأخيرة
كاجومي بعد تمنيها اختفاء جوهرة الشيكون نو تاما
تخرج كاجومي من الثانوية
ميراكو وسانجو بعد زواجهما
زواج كوجا
رين أصبحت تعيش في قرية كايدي
قبلة إينوياشا وكاجومي

## المانغا

غلاف المانغا المجلد الخامس

بدأ مانغا إينوياشا عام 1996 وإنتهى عام 2008 ويتكون من 56 مجلد.

إنوياشا
كاجومي
شيبو
سانغو
سيشومارو
كيكيو
إنوياشا وكاجومي
ميراكو وسانجو

## ألعاب فيديو

### InuYasha
وهي لعبة تقمص أدوار صدرت على جهاز بلاي ستيشن 1، عام 2001 في اليابان من شركة بانداي.
في البداية تقوم بلعب كاجومي وتلتقي إينوياشا وكايدي ثم ينتقل التحكم إلى إينوياشا، تلتقي بشخصيات منها: شيبو وميراكو وسانجو وكوجا، وأيضا تلتقي بالأعداء منهم: سيشومارو، وكانا، وكاجورا، وناراكو.

### InuYasha: A Feudal Fairy Tale

الغلاف الياباني للعبة Inuyasha: A Feudal Fairy Tale

لعبة صدرت على جهاز بلاي ستيشن 1 عام 2002 من شركة باندي، وهي لعبة قتال ثنائي الأبعاد، والشخصيات القابلة للعب هي:

غلاف لعبة Inuyasha: The Secret of the Cursed Mask

* إينوياشا

* كاجومي

* ميراكو

* سانجو

* شيبو

وأيضا شخصيات يجب فتح قفها:
* سيشومارو

* كوجا

* كيكيو

* توتوساي

* كاجورا

* ناراكو

* إينوياشا (الشيطاني)

### Inuyasha: Naraku no Wana! Mayoi no Mori no Shoutaijou
لعبة صدرت على جهاز جيم بوي أدفانس في اليابان عام 2003.

### Inuyasha: The Secret of the Cursed Mask
لعبة صدرت على جهاز بلاي ستيشن 2 عام 2004 من شركة باندي، وهي لعبة فيديو تقمص الأدوار

### InuYasha: Feudal Combat
لعبة صدرت على جهاز بلاي ستيشن 2 عام 2005 من شركة باندي، وهي لعبة قتال ثلاثي الأبعاد، والشخصيات القابلة للعب هي:
- إينوياشا (يجب إنهاء فصل شيبو لفتح إينوياشا الإنسان ويجب إنهاء فصل سيشومارو لفتح إينوياشا الشيطان)
- كاجومي
- ميراكو
- سانجو
- شيبو
- سيشومارو
- كوجا
- كيكيو
- كاجورا
- كوهاكو
- ناراكو (يجب إنهاء فصل إينوياشا لفتح قفله)
- بانكاتسو (يجب انهاء فصل سانجو وميراكو لفتح قفله)

### Inuyasha: Secret of the Divine Jewel
لعبة صدرت على جهاز نينتندو دي اس عام 2007 من شركة باندي، وهي لعبة فيديو تقمص الأدوار

## عناوين الحلقات العربية
1. الفتاة التي قهرت الألم والفتى المهزوم
2. الساعون وراء جوهرة الطاقة
3. النزول إلى جحر الأرنت والخروج منه
4. قصة حائكة الشعر
5. المتعجرف الماكر
6. المخلب البتار
7. المواجهة
8. الضفدع اللذي يريد أن يصير أميرا
9. المعركة العاصفة
10. أخوة الرعد في مواجهة انيوشا
11. عبور القناع
12. الخير والشر
13. سيد العناكب
14. عودة الحارسة
15. السهم القاتل
16. ذو اليد القاتلة
17. الحبر العجيب
18. اتحاد ناراكو وسيشومارو
19. عودة كاجومي إلى زمنها
20. الشرير الماكر
21. الكشف عن هوية ناراكو
22. القلب المحب الحاقد
23. صوت كاجومي ووداع كيكو
24. سانجو قوة المئة مقاتل
25. القضاء على ناراكو
26. سر جوهرة القوة الأربع
27. سيد البحيرة
28. حكاية الثقب
29. عودة كوهاكو
30. الفصل الأخير من قلعة ناراكو
31. جنجي لم يعد حزينا
32. كيكيو وانيوشا في أعماق الضباب
33. كيكيو وسرها الغامض
34. حقيقة تشابي وتتساجا
35. المالك الحقيقي للسيف
36. كاجومي أسيرة كوجا الذئب المتوحش
37. حرب الغوروزوكو
38. الجواسيس الثلاثة
39. مكيدة المعركة القاتلة
40. كاجورا وحش الرياح
41. رقصة كاجورا ومرأة كانا
42. شق الرياح يهزم
43. السر العجيب وانهيار تشابي
44. سيد كاجيمو
45. سيشيمارو يمتشق توكجين
46. دواموا القتل
47. قصة ناراكو وأونيقومو
48. اللقاء الأول
49. ذاكرة كوهاكو الضائعة
50. الوجه اللذي يحضر في الذاكرة
51. الأونيوشا
52. سر التحول

## مؤدين الأصوات اليابانية
| - كابيه ياماغتشي - إينوياشا - ساتسكي يوكينو - كاجومي - كميكو واتانابي - شيبو - كوجي تسجيتاني - ميراكو - هوكو كواشيما - سانجو |  | - نوريكو هيداكا - كيكيو - كين ناريتا - سيشومارو - تايكي ماتسونو - كوجا - أكيكو ياجيما - كوهاكو - هيروشي ياناكا - ناراكو الصوت الأول |  | - توشيوكي موريكاوا - ناراكو الصوت الثاني - هيساكو كيودا - كايدي - يوكانا - كانا - كينيتشي أوغاتا - ميوجا - ماميكو نوتو - رين |  | - تشو (ممثل ياباني) - جاكن - جوجي يانامي - توتوساي - أساكو دودو - والدة كاجومي - أكيكو ناكاجاوا - سوتا - إيزومي أجامي - كاجورا |

## مجسمات وألعاب
حصل أنمي إينوياشا على مجسمات [Figures] وألعاب [Action Figure] من شركة بانداي وتوي نامي

مجسم إينوياشا من شركة توي نامي
مجسم كاجومي من شركة توي نامي
مجسم ميراكو من شركة توي نامي
مجسم سانجو من شركة توي نامي
مجسم سيشومارو من شركة توي نامي
مجسم كيكو من شركة توي نامي
مجسم ناراكو من شركة توي نامي
مجسمات من شركة بانداي
من شركة بانداي
تمثال إينوياشا
تمثال كاجومي وشيبو
تمثال سانجو وكيرارا
تمثال ميراكو
تمثال سيشومارو

## معرض صور

جوهرة الشيكون نو تاما
عائلة كاجومي (جد وأخ وأم)
إينوياشا مختوم على الشجرة
أول لقاء بين كاجومي وكايدي
سيشومارو وكاجومي
شيبو
عودة كيكيو
ميراكو
سيشومارو وناراكو
سانجو
الأشرار
غلاف الدي في دي للنسخة الإنجليزية

## روابط خارجية
- إينوياشا على موقع ANN manga (الإنجليزية)
- إينوياشا على شبكة أخبار الأنمي
- صفحة مجسمات إينوياشا على موقع TOYNAMI
- إينوياشا ويكي